# 扶盾物
在紋章學中，扶盾物或稱護盾獸

冰島國徽有四個扶盾物

（supporters）通常是指配置在盾牌兩側的圖形或物體。扶盾物源自於中世紀時期的紋章，最早於15世紀末開始流行，但一直到十七世紀仍未被視為紋章的必要要素。扶盾物可以是實際存在或虛構的動物、人物或物體，譬如西班牙國徽的扶盾物是大力神柱，英國國徽的扶盾物則是獅子和獨角獸。冰島國徽上有四個扶盾物。